# واپشه نگژنه
واپشه نگژنه (به لاتین: Łapsze Niżne) یک روستا در لهستان است که در گمینا واپشه نگژنه واقع شده‌است. واپشه نگژنه ۱٬۴۰۰ نفر جمعیت دارد.